# Fresh Evidence
Fresh Evidence es el undécimo y último álbum de estudio del guitarrista irlandés de blues rock Rory Gallagher, publicado en 1990 por su propio sello Capo Records para el Reino Unido y por Interscope Records para los Estados Unidos. A diferencia de su anteriores trabajos, incluyó más músicos invitados y se demoró más tiempo de lo habitual en su grabación.
De igual manera sus canciones tratan sobre temas como la mala salud, la mortalidad y la lucha contra probabilidades abrumadoras. Tras su muerte varios críticos han considerado que el disco es un verdadero reconocimiento de la grave enfermedad que padecía y que por aquel momento no era de conocimiento público.
Para el álbum fue versionado el tema «Empire State Express» de Son House y en el año 2000 luego de su remasterización y posterior relanzamiento fueron incluidas las canciones «Never Asked You for Nothin'» y «Bowed But Not Broken» como pistas adicionales.
En 2005 fue certificado con disco de plata en el país inglés, entregado por la British Phonographic Industry luego de superar las 60 000 copias vendidas.

## Lista de canciones
Todas las canciones escritas por Rory Gallagher, a menos que se indique lo contrario.

| N.º | Título                    | Escritor(es) | Duración |  |
| 1.  | «Kid Gloves»              |              | 5:40     |  |
| 2.  | «The King of Zydeco»      |              | 3:43     |  |
| 3.  | «Middle Name»             |              | 4:15     |  |
| 4.  | «Alexis» (instrumental)   |              | 4:07     |  |
| 5.  | «Empire State Express»    | Son House    | 5:08     |  |
| 6.  | «Ghost Blues»             |              | 8:01     |  |
| 7.  | «Heaven's Gate»           |              | 5:09     |  |
| 8.  | «The Loop» (instrumental) |              | 2:23     |  |
| 9.  | «Walkin' Wounded»         |              | 5:09     |  |
| 10. | «Slumming Angel»          |              | 3:40     |  |

| Pistas adicionales en reedición CD de 2000 |                               |          |  |
| N.º                                        | Título                        | Duración |  |
| 11.                                        | «Never Asked You for Nothin'» | 4:29     |  |
| 12.                                        | «Bowed But Not Broken»        | 3:26     |  |

## Músicos
- Rory Gallagher: voz, guitarra eléctrica, dulcimer, mandolina y sitar eléctrica
- Gerry McAvoy: bajo
- Brendan O'Neill: batería
- John Cooke: teclados

Músicos invitados
- Lou Martin: piano
- Mark Feltham: armónica
- Geraint Warkine: acordeón
- John Earle: saxofón tenor y saxofón barítono
- Ray Beavis: saxofón tenor
- Dick Hanson: trompeta